# Parafia Narodzenia Najświętszej Maryi Panny w Zasławiu
Parafia Narodzenia Najświętszej Maryi Panny w Zasławiu – rzymskokatolicka parafia znajdująca się w archidiecezji mińsko-mohylewskiej, w dekanacie Mińsk-Zachód, na Białorusi.
Parafia erygowana w 1420. W 1676 Sapiehowie zapisali zamek i kościół w Zasławiu na klasztor dominikański. Odnowiony kościół konsekrował pod wezwaniem św. Michała Archanioła biskup pomocniczy wileński Mikołaj Słupski. W 1833 klasztor został skasowany przez władze rosyjskie, a kościół zamieniony na cerkiew prawosławną.
W 1774 powstał w Zasławiu drugi, obecny kościół pw. Narodzenia Najświętszej Marii Panny. W 1866 lub w 1868 w ramach represji popowstaniowych zamieniony na cerkiew prawosławną. W 1941 zamknięty. W 1989 zwrócony katolikom i od tego roku remontowany.